# Cryptus emphytorum
Cryptus emphytorum är en stekelart som beskrevs av Bouche 1834. Cryptus emphytorum ingår i släktet Cryptus och familjen brokparasitsteklar. Inga underarter finns listade i Catalogue of Life.